# New York Mining Disaster 1941
New York Mining Disaster 1941 è un singolo dei Bee Gees pubblicato nel 1967 ed estratto dall'album Bee Gees' 1st.
Il brano è stato scritto da Barry Gibb e Robin Gibb.

## Tracce
- 7"

1. New York Mining Disaster 1941
2. I Can't See Nobody

## Formazione
- Robin Gibb - voce
- Maurice Gibb - basso, chitarra, cori
- Barry Gibb - voce, cori, chitarra
- Colin Petersen - batteria

## Cover
Una cover del brano realizzata dai Chumbawamba è presente nel loro album WYSIWYG (2000).
Il folksinger inglese Martin Carthy ne ha inciso una cover in Signs of life (Topic Records TSCD503) 1998